# ジム・パチョレック
ジェームズ・ジョゼフ・パチョレック（James Joseph "Jim" Paciorek , 1960年6月7日 - ）は、アメリカ合衆国ミシガン州デトロイト出身のプロ野球選手（内野手、外野手）。右投右打。愛称は「パッキー」。

## 経歴
ミシガン大学在学中の1981年には第10回日米大学野球選手権とワールドゲームズのアメリカ合衆国代表に選ばれている。ちなみに、日米大学野球選手権での4番打者が後にNFLでスーパースターとなるジョン・エルウェイだった（ただし、不振のため、終盤にはパチョレックに4番を譲る）。また、パチョレック自身も野球だけでなくアメリカンフットボールのレギュラーも務めるほどの体格と運動神経を持っており、もともと大学にはフットボールでの奨学金で入学していた。この年のMLBドラフト14巡目（全体350位）でクリーブランド・インディアンスから指名されるが契約せず、翌1982年のMLBドラフト8巡目（全体209位）でミルウォーキー・ブルワーズから指名され契約。その後、マイナーリーグでも長打力よりは確実性を重視する打者で、シーズン本塁打はAA級エルパソ・ディアブロス時代の9本塁打が最高であった。
1987年は、AAA級バンクーバー・カナディアンズで自己最高のペースで成績を残していたため、初めてメジャーに昇格し、主に一塁手、三塁手として48試合に出場した。余談だが、初めて先発出場した試合（4月15日のボルチモア・オリオールズ戦）ではフアン・ニエベスがブルワーズ球団史上初のノーヒットノーランを達成。この試合では故障により欠場したロブ・ディアーの替わりに左翼手としてスタメン出場しており、守備でファインプレーを見せるなど快挙達成に一役買った。
日米大学野球で訪れて以降日本でのプレーを希望していた1988年、横浜大洋ホエールズに入団。同年は打率2位、安打数1位という好成績を残し、外野手としてセントラル・リーグのベストナインに選ばれた。おとなしい性格だが真面目な態度と確実性のある打撃からたちまち人気を得た。その後も、4番打者カルロス・ポンセの後を打つ5番打者として毎年安定した結果を残す。翌1989年にも打率2位となり、1990年には念願の首位打者のタイトルを獲得した。
1991年、前半戦で不振を極め、9月に月間打率5割を記録するも、それまでの3年間を下回る成績に終わり、更に大洋フロント陣から「ホームランが少ない」と指摘され、ラリー・シーツの獲得を既に決めていたこともあり、この年限りで契約を打ち切った。大洋時代の応援歌は大脱走のテーマソングで、その歌詞にあるパッキーの愛称でファンに親しまれた。、
1992年からは友人のトーマス・オマリーの誘いもあり、同じセ・リーグの阪神タイガースに移籍した。同年、ラッキーゾーンが本拠地阪神甲子園球場から撤去され、守備力が向上した阪神は、優勝は逃したものの、1986年以来となるAクラスに入った。当初3番打者を任されていたが、シーズン後半からはケガで戦列を離れたオマリーに代わって4番を打つ事が多くなり、前球団のフロントから指摘された本塁打数は自己最多の22本と大幅に増え、それに加えリーグ最多となる159安打、14勝利打点で期待に応え、ベストナインとゴールデングラブ賞の一塁手部門に選ばれた。
1993年は、当時の制度上外国人選手を3名以上同時に出場選手登録することができなかったため、パチョレック、郭李建夫、オマリーのうち1人が出場できないことがネックとなっていた。マスコミはこれを当時国際問題になっていた国連平和維持活動のニュースに、3人の姓の頭文字をかけて「（阪神）PKO問題」と報じた。当初は実績のあるパチョレックとオマリーが出場していたが、郭李の加入に続いてトレードで加入した松永浩美が三塁を守り、前年三塁を守っていたオマリーが再び一塁に着きパチョレックが左翼にコンバートすることになった。開幕前から続いていた微熱に加え、外野守備の負担から腰痛を発症しそのため出場機会が少なくなり、出場選手登録枠を郭李に譲って二軍に落ちると、シーズン中に現役引退を表明して帰国した。オマリーがお立ち台で関西弁を駆使して「阪神ファンは1番や!」と絶叫して人気を集めていたが、パチョレックもお立ち台で「阪神ファンは10番目の野手」とファンの持つ大きな力に感謝する発言をしていた。また、不振だった1993年にオールスターにファン投票で選ばれたことに感激していた。
引退翌年には1年間阪神のアメリカ在住スカウト、その後は母校の高校でコーチをしていた。
2004年4月6日、横浜市と外務省が中心となって進めていた「日米交流150年」記念セレモニーの一環として、横浜スタジアムで行われた古巣・横浜対阪神のホーム開幕戦（横浜主催試合）の始球式を務めるため11年ぶりに来日。この時「僕は両チームとも在籍したからどちらを応援するとはいえないけど、あえて言うなら今日はクジラ（大洋の意味）を応援しようかな」との言葉を残し帰国した。

## 家族
パチョレック家は、ジムを含め三兄弟でメジャー経験がある。
長兄ジョン・パチョレックは1963年にヒューストン・コルト45's（現在のアストロズ）で1試合に出場し、3打数3安打3打点2四球4得点。「生涯打率10割の選手で最多安打」の記録を残している。
次兄トム・パチョレックは1970年から1987年にかけてロサンゼルス・ドジャースを皮切りに6球団でプレーし、1392試合に出場し1162安打・86本塁打・打率.282という成績を残している。ジムは1987年4月9日にミルウォーキー・ブルワーズの一員としてデビューしたが、2戦目となった同12日のテキサス・レンジャーズ戦では、10回表に当時レンジャーズ所属のトムが一塁手として出場したのに続き、11回裏にジムもブルワーズの一塁守備についたため、対戦するかたちで兄弟同時出場が実現した。
息子のジョーイ・パチョレックは2007年6月に行われたMLBドラフトで15巡目（全体461位）でジムもかつて在籍したブルワーズから指名された。ジョーイはマイナーリーグで378試合に出場したが、2014年に引退している。

## 詳細情報

### 年度別打撃成績
| 年 度    | 球 団    | 試 合 | 打 席 | 打 数 | 得 点 | 安 打 | 二 塁 打 | 三 塁 打 | 本 塁 打 | 塁 打 | 打 点 | 盗 塁 | 盗 塁 死 | 犠 打 | 犠 飛 | 四 球 | 敬 遠 | 死 球 | 三 振 | 併 殺 打 | 打 率 | 出 塁 率 | 長 打 率 | O P S |
| -------- | -------- | ----- | ----- | ----- | ----- | ----- | -------- | -------- | -------- | ----- | ----- | ----- | -------- | ----- | ----- | ----- | ----- | ----- | ----- | -------- | ----- | -------- | -------- | ----- |
| 1987     | MIL      | 48    | 116   | 101   | 16    | 23    | 5        | 0        | 2        | 34    | 10    | 1     | 0        | 0     | 3     | 12    | 0     | 0     | 20    | 3        | .228  | .302     | .337     | .638  |
| 1988     | 大洋     | 130   | 537   | 497   | 58    | 165   | 33       | 2        | 17       | 253   | 76    | 6     | 4        | 1     | 4     | 30    | 5     | 5     | 59    | 16       | .332  | .373     | .509     | .882  |
| 1989     | 大洋     | 118   | 473   | 435   | 48    | 145   | 32       | 3        | 12       | 219   | 62    | 2     | 3        | 2     | 2     | 33    | 4     | 1     | 45    | 9        | .333  | .380     | .503     | .885  |
| 1990     | 大洋     | 133   | 562   | 527   | 78    | 172   | 36       | 3        | 17       | 265   | 94    | 3     | 2        | 0     | 4     | 26    | 5     | 5     | 47    | 14       | .326  | .361     | .503     | .864  |
| 1991     | 大洋     | 114   | 487   | 442   | 52    | 137   | 23       | 1        | 11       | 195   | 75    | 0     | 4        | 0     | 10    | 31    | 9     | 4     | 49    | 15       | .310  | .353     | .441     | .794  |
| 1992     | 阪神     | 129   | 562   | 512   | 73    | 159   | 33       | 0        | 22       | 258   | 88    | 0     | 2        | 0     | 6     | 40    | 1     | 4     | 73    | 18       | .311  | .361     | .504     | .865  |
| 1993     | 阪神     | 74    | 297   | 263   | 24    | 64    | 12       | 1        | 7        | 99    | 36    | 1     | 1        | 0     | 2     | 32    | 0     | 0     | 45    | 13       | .243  | .323     | .376     | .700  |
| MLB：1年 | MLB：1年 | 48    | 116   | 101   | 16    | 23    | 5        | 0        | 2        | 34    | 10    | 1     | 0        | 0     | 3     | 12    | 0     | 0     | 20    | 3        | .228  | .302     | .337     | .638  |
| NPB：6年 | NPB：6年 | 698   | 2918  | 2676  | 333   | 842   | 169      | 10       | 86       | 1289  | 431   | 12    | 16       | 3     | 28    | 192   | 24    | 19    | 318   | 85       | .315  | .361     | .482     | .843  |

- 各年度の太字はリーグ最高

### 獲得タイトル
NPB
- 首位打者：1回 （1990年）
- 最多安打（当時連盟表彰なし）：3回（1988年、1990年、1992年）
- 最多勝利打点：2回 （1991年、1992年） ※特別賞

### 表彰
NPB
- ベストナイン：3回 （1988年、1990年、1992年）
- ゴールデングラブ賞：1回 （1992年）
- 月間MVP：3回 （1988年7月、1990年8月、1991年9月）
- IBMプレイヤー・オブ・ザ・イヤー賞：1回 （1992年）
- 優秀JCB・MEP賞：1回 （1990年）

### 記録
NPB初記録
- 初出場・初先発出場：1988年4月8日、対中日ドラゴンズ1回戦（ナゴヤ球場）、6番・左翼手として先発出場
- 初安打・初本塁打・初打点：同上、4回表に小松辰雄から左越ソロ

NPBその他の記録
- 最多安打（当時連盟表彰なし）：3回 （1988年、1990年、1992年）  ※1994年より表彰
- 一塁手イニング最多補殺：3 ：1992年7月30日、対読売ジャイアンツ20回戦（阪神甲子園球場） ※セ・リーグ記録
- 月間打率（30打席以上）：.500（80打数40安打）：1991年9月度、※セ・リーグ記録（2012年シーズン終了現在）[6]。
- オールスターゲーム出場：2回 （1992年、1993年）

### 背番号
- 14（1987年 - 1991年）
- 42（1992年 - 1993年）

### 代表歴
- 第10回日米大学野球選手権大会 アメリカ合衆国代表（1981年）
- ワールドゲームズ1981 アメリカ合衆国代表